# Купко, Григорий Владимирович
Григорий Владимирович Купко (укр. Григорій Володимирович Купко; 1921 — ?) — советский и украинский спортсмен и тренер; Заслуженный мастер спорта СССР (1952), Заслуженный тренер Украинской ССР (1982), судья международной категории (1979).

## Биография
Родился 7 мая 1921 года в Киеве.
До Великой Отечественной войны занимался спортивной гимнастикой. В 1941 году становился чемпионом всесоюзного первенства ДСО «Локомотив» по спортивной гимнастике. С 1938 года учился в Московском институте инженеров железнодорожного транспорта (ныне Российский университет транспорта), но не окончил его из-за войны.
Во время войны строил заградительные укрепления в Смоленской области. В 1942 году был направлен в пехотное училище, по окончании которого стал командиром взвода. Когда Григорий Купко был курсантом, хорошо постиг приемы стрельбы и после окончания войны занялся пулевой стрельбой. Был двукратным чемпионом и бронзовым призёром чемпионата мира по стрельбе 1954 года; многократным победителем и рекордсменом первенств СССР по пулевой стрельбе. Купко был членом и капитаном сборной команды СССР по пулевой стрельбе в 1950-х годах. Тренировался у Г. Анисимова, выступал за киевский СКА, где после окончания спортивной карьеры стал тренером и работал куратором по стрельбе (1962—1972 годы).
На тренерской должности подготовил ряд спортсменов, в числе которых В. Романенко и Ф. Пузырь. Позже с ним в паре работал тренером Виталий Романенко.
Дата и точное место смерти Григория Владимировича Купко неизвестны.